# Mark Dippé
Mark Dippé, dit Marvel A.Z. Dippé, né le 6 novembre 1956 au Japon, est un réalisateur, producteur de cinéma, directeur des effets spéciaux et scénariste américain d'origine japonaise.

## Filmographie
Sauf indication contraire, les informations mentionnées dans cette section peuvent être confirmées par les bases de données cinématographiques IMDb et Allociné,  présentes dans la section « Liens externes ».

### comme réalisateur
Cinéma
- 1995 : Herbie Hancock: Dis is da drum (court-métrage)
- 1997 : Spawn
- 2005 : Gigi
- 2007 : Reviens, Garfield ! (Garfield Gets Real)
- 2008 : Garfield, champion du rire (Garfield's Fun Fest)
- 2009 : Super Garfield (Garfield's Pet Force), corealisé avec Kyung Ho Lee
- 2009 : The Legend of Spyro
- 2012 : Festin de requin 2 : Le Récif se rebelle (en) (The Reef 2: High Tide), coréalisé avec Taedong Park
- 2014 : The Boxcar Children (en)
- 2015 : Ocean Quest: The Immersive Adventure
- en production : The Boxcar Children: Surprise Island

Télévision
- 2004 : Terreur dans les bayous (Frankenfish)
- 2004 : Les Sorcières d'Halloween 3 (Halloweentown High)
- 2004 : Star idéale (Pixel Perfect)
- 2013 : Gutsy Frog
- 2017 : Michael Jackson's Halloween

### comme scénariste
- 1997 : Spawn de lui-même
- 2005 : Gigi de lui-même

### comme directeur des effets spéciaux
Cinéma
- 1989 : Retour vers le futur 2 de Robert Zemeckis
- 1989 : Abyss (The Abyss) de James Cameron
- 1990 : Ghost de Jerry Zucker
- 1990 : À la poursuite d'Octobre rouge (The Hunt for Red October) de John McTiernan
- 1991 : Terminator 2 : Le Jugement dernier (Terminator 2: Judgment Day) de James Cameron
- 1993 : Soleil levant (Rising Sun) de Philip Kaufman
- 1993 : Jurassic Park de Steven Spielberg
- 1994 : The Flintstones de Brian Levant
- 2006 : Two Tickets to Paradise (en) de D. B. Sweeney
- 2008 : Docteur Dolittle 4 (Dr Dolittle: Tail to the Chief) de Craig Shapiro
- 2009 : Donnie Darko 2 : L'Héritage du sang (S. Darko: A Donnie Darko Tale) de Chris Fisher
- 2009 : Docteur Dolittle 5 (Dr Dolittle: Million Dollar Mutts) d'Alex Zamm
- 2010 : Paranormal Activity 2 de Tod Williams
- 2010 : Super Hybrid d'Eric Valette
- 2011 : Paranormal Activity 3 d'Henry Joost et Ariel Schulman
- 2011 : Retour mortel (Ticking Clock (en)) d'Ernie Barbarash
- 2014 : Just Before I Go de Courteney Cox
- 2015 : Freaks of Nature de Robbie Pickering
- 2016 : Instinct de survie (The Shallows) de Jaume Collet-Serra

Télévision
- 2009 : Scooby-Doo : Le mystère commence de Brian Levant
- 2010 : Scooby-Doo et le Monstre du lac (Scooby-Doo! Curse of the Lake Monster) de Brian Levant
- 2010 : Witchville (en) de Pearry Reginald Teo (en)
- 2012 : Fée malgré lui 2 (Tooth Fairy 2) d'Alex Zamm

### comme producteur
- 2005 : Gigi de lui-même
- 2006 : Alexander the Great de Daehong Kim
- 2006 : Festin de requin de Howard E. Baker et John Fox
- 2007 : Reviens, Garfield ! (Garfield Gets Real) de lui-même
- 2007 : Le Grand Stan (Big Stan) de Rob Schneider
- 2007 : Saint Anthony de Daehong Kim
- 2008 : Garfield, champion du rire (Garfield's Fun Fest) de lui-même
- 2009 : Super Garfield (Garfield's Pet Force) de lui-même et Kyung Ho Lee
- 2010 : 41 ans, toujours puceau (en) de Graig Moss
- 2011 : Karol. Do Not Be Afraid d'Orlando Corradi
- 2012 : Festin de requin 2 : Le Récif se rebelle (en) (The Reef 2: High Tide), de lui-même et Taedong Park
- 2012 : Outback (en) (The Outback) de Kyung Ho Lee
- 2014 : The Boxcar Children (en) de lui-même
- 2014 : Jungle Shuffle (en) de Taedong Park et Mauricio De la Orta

### comme animateur
Télévision
- 2011 : Mes parrains sont magiques, le film : Grandis Timmy (A Fairly Odd Movie: Grow Up, Timmy Turner) de Savage Steve Holland
- 2012 : Mes parrains fêtent Noël (A Fairly Odd Christmas) de Savage Steve Holland

### comme ingénieur du son
- 2014 : Jungle Shuffle (en) de Taedong Park et Mauricio De la Orta